# كيد دياموند
كيد دياموند (بالقيرغيزية: Алмазбек Раимкулов)‏ مواليد 18 فبراير 1977 في بيشكك، هو ملاكم قيرغيزستاني يصنف ضمن فئة الوزن الخفيف بدأ مسيرته الاحترافية سنة 2001. شارك في دورة الألعاب الأولمبية الصيفية سنة 2000.

## إحصائيات
خاض خلال مسيرته 30 نزالا، فاز في 27 وتعادل في 1 وخسر في 2. فاز بالضربة القاضية في 15 نزالا.

## روابط خارجية
- كيد دياموند على موقع بوكس ريك (الإنجليزية) (registration required)
- كيد دياموند على موقع أوليمبيديا (الإنجليزية)